# Hôtel Lefebure de la Malmaison
Hôtel Lefebure de la Malmaison je městský palác v Paříži, který leží na ostrově sv. Ludvíka. Části budovy jsou od roku 1926 chráněny jako historická památka.

## Poloha
Palác se nachází ve 4. obvodu na jižním nábřeží ostrova sv. Ludvíka na adrese 20, Quai de Béthune v sousedství paláce Comans d'Astry.

## Historie
Palác vystavěl v 17. století architekt Louis Le Vau. Vnitřní výzdobu provedli malíři Jean Bérain, Charles Le Brun, Eustache Le Sueur a Pierre Mignard.
Hlavní portál je od roku 1926 na seznamu historických památek. Schodiště a předpokoj jsou chráněny od roku 1949 a výzdoba některých pokojů od roku 1959.